# Dismodicus bifrons
Dismodicus bifrons là một loài nhện trong họ Linyphiidae. Chúng được John Blackwall miêu tả năm 1841.